# برة روز (مقاطعة فسا)
برة روز (بالفارسية: بره روز) هي قرية تقع في Jangal Rural District في إيران. يقدر عدد سكانها بـ 41 نسمة .